# Бриш, Карл Хайнц
Карл Хайнц Бриш (нем. Karl Heinz Brisch; род. 1955, Трир) — немецкий психиатр, психотерапевт, психоаналитик и травматерапевт; профессор, доктор медицинских наук, заведующий отделением детской психосоматики и психотерапии клиники имени доктора фон Хаунершена (Dr. von Haunerschen Kinderspital) Мюнхенского университета; заведующий кафедрой и президент Института научных исследований Early Life Care в частном австрийском Медицинском Университете имени Парацельса.

## Биография
Карл Хайнц Бриш родился в Трире в 1955 году. Специализируется на теории привязанности: его научные интересы связаны с изучением ранних детско-родительских отношений, типов привязанности и ее нарушений. Является автором превентивных программ «SAFE® — практика надежной привязанности до и после родов» (SAFE® — Sichere Ausbildung für Eltern) и «B.A.S.E.® — Babywatching».
Профессор Бриш также является автором терапевтической программы MOSES® — реабилитации детей с тяжелыми посттравматическими расстройствами без применения медикаментозного лечения. По программе MOSES® работает психосоматическое отделение клиники университета Людвига-Максимилиана в Мюнхене.
С 2011 года проф., д-р мед. наук К. Бриш ежегодно организует и проводит «Международную конференцию по привязанности» на различные темы. Некоторые темы последних лет: «Привязанность и эмоциональное насилие» (2016), «Травмированная привязанность — когда близкие люди становятся насильниками» (2015), «Привязанность и миграция» (2014), «Привязанность и психосоматика» (2013), «Привязанность и молодежь» (2012), «Привязанность и зависимости» (2011). По материалам каждой конференции в немецком издательстве Klett Cotta издается сборник статей.
Бриш является основателем немецкого общества Association for Infant Mental Health.

## Работы
На русский язык вышли две книги Бриша: «Нарушения привязанности. От теории к практике» в издательстве «Когито» и «SAFE® — теория привязанности и воспитание счастливых людей» в издательстве «Теревинф».
- Karl Heinz Brisch. Treating Attachment Disorders, Second Edition: From Theory to Therapy. — 2nd ed. — Guilford Press, 2012. — 400 с. — ISBN 9781462505012.[9]
- Karl Heinz Brisch, Doris Bechinger, Susanne Betzler, Hilde Heinemann, Horst Kachele. Attachment Quality in Very Low-Birthweight Premature Infants in Relation to Maternal Attachment Representations and Neurological Development (англ.) // Parenting. — 2005. — October (vol. 5, iss. 4). — P. 311–331. — ISSN 1529-5192. — doi:10.1207/s15327922par0504_1.